# Nord-Fron
Nord-Fron est une kommune de Norvège. Elle est située dans le comté d'Innlandet.

## Personnalités
- Sigurd Berge (1929-2002), compositeur norvégien, est né à Vinstra, village de la commune.